# Nebo
Nebó je grobo rečeno del atmosfere nebesnega telesa, ki je vidno s površja ali vesolja. Na nebu lahko podnevi vidimo Sonce, če ga ne prekrivajo oblaki, ponoči pa so vidne zvezde (podnevi jih ne vidimo, ker do nas pripotuje le šibek del svetlobe), Luna, planeti ter druga astronomska telesa (kometi).
Nebo, zaradi lomljenja Sončeve svetlobe izgleda modro, ponoči pa je temno. Na nebu občasno vidimo tudi nekatere naravne pojave, kot so: mavrica, oblaki, severni sij, jutranja zarja, meglice ter bliskanje med nevihto. Kot rezultat človekovih dejavnosti je pogost tudi smog.
V astronomiji nebo ponazarjajo tudi planetariji, ki v kupoli prikazujejo lego znanih ozvezdij in gibanje nebesnih teles med njimi. Astronomska opazovanja vse bolj moti svetlobno onesnaženje, ki prihaja s površja. Veliko astronomskih observatorijev so zgradili na odročnih in visokoležečih krajih, da bi zmanjšali vplive Zemljinega ozračja. Znana izjema je Hubblov vesoljski daljnogled, ki je nameščen v tirnici, kar omogoča zelo dobra opazovanja.

## Zakaj je nebo modro?
Sončna svetloba s kratko valovno dolžino se ob delcih molekul zraka lomi v tri osnovne barve (modra, rdeča, rumena). Izmed njih se pri Rayleighevem sipanju najbolje razprši modra svetloba, zato žarek postaja vedno bolj rdečkast, oddaljena plast plinov pa izgleda modro.